# Sandvik, Kalmar kommun
Sandvik är en by vid Östersjöns strand öster om Hagby i Kalmar kommun. Från 2015 avgränsar SCB här en småort.